# Pascual Cervera

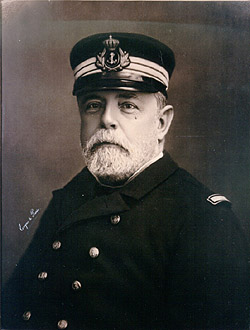
Admiral Pascual Cervera

Pascual Cervera y Topete (* 18. Februar 1839 in Medina-Sidonia; † 3. April 1909 in Puerto Real) war ein Admiral der spanischen Armada.

## Leben
Im Jahr 1888 war er, zusammen mit José Ferrándiz y Niño als zweitem Befehlshabenden, der Kommandant des spanischen Linienschiffs Pelayo.
Er war ein Mann, der über sehr viel Erfahrung in militärischen Aufgaben verfügte, und als der Spanisch-Amerikanische Krieg ausbrach, schaffte er es, die Blockade der Spanischen Antillen von Seiten der amerikanischen Flotte zu überlisten.
Am 3. Juli 1898 stellte er sich Admiral William Thomas Sampson und seiner Flotte in den Gewässern von Santiago de Cuba entgegen. Jedoch unterlag seine Flotte den numerisch im Vorteil liegenden Amerikanern nach einem heftigen Kampf. Danach besprachen er und die spanische Seeführung, welche Möglichkeiten, den Krieg zu gewinnen, ihnen noch blieben.  Er gehorchte aber selten den Befehlen. Cerveras Entscheidung, Santiago am Tag und sehr nahe der Küste zu verlassen, lässt sich dadurch erklären, dass er den Krieg bereits vor dem Start verloren glaubte und die Opfer zu minimieren suchte.
Diese Art zu denken entspricht seiner ersten Entscheidung, dem Gefecht mit der Flotte der Vereinigten Staaten aus dem Weg zu gehen und lauernd im Hafen zu warten. Doch diese Entscheidung stellte sich als furchtbar falsch und kontraproduktiv heraus, da er sich sowieso der Flotte stellen musste, nur in einer sehr viel unvorteilhafteren Situation, als wenn er auf offenem Meer hätte kämpfen müssen, da seine Schiffe alle einzeln losfahren und kämpfen mussten. Der Hafen von Santiago de Cuba galt als sicherer Rückzugsort, da keine große Flotte diesen geschlossen betreten konnte, aber gleichzeitig war sie auch eine Mausefalle für die Spanier.
Auch wenn man einsehen muss, dass die spanische Flotte der amerikanischen von Anfang an unterlegen war, war Cevera unfähig, eine passende und strukturierte militärische Strategie zu erarbeiten. Ihm wurden offensive Strategien, damit der Gegner zurückweichen musste oder stufenweises Vorgehen bei Nacht von seinen Kapitänen Fernando Villaamil und Joaquín Bustamante vorgeschlagen, aber er schenkte ihnen keine Beachtung. Stattdessen blieb er tatenlos.
Cervera wurde gefangen genommen, Villaamil starb während der Schlacht. Bustamante verließ sein Schiff, bevor der Angriff der Spanier begann, und starb nach einer schweren Verletzung, die er sich während der Schlacht auf den Hügeln von San Juan zugezogen hatte.
Nach dem Krieg wurden Cervera und seine überlebenden Soldaten angeklagt, aber aufgrund seiner Beliebtheit in der Öffentlichkeit wurde er schließlich ehrenhaft entlassen.
Cervera war ein ordengeschmückter Veteran der Spanischen Armada. Er verdiente sich Auszeichnungen während der Carlistischen Kriege, bevor er sich zurückzog und Marineminister wurde. Seit seinem Tod gab es immer ein Schiff mit dem Namen Almirante Cervera in der spanischen Flotte.
Er starb elf Jahre nach seiner Entlassung.